# High Fidelity (musical)
High Fidelity é um musical baseado no livro de mesmo nome do escritor Nick Hornby.
O musical foi escrito por David Lindsay-Abaire, com composições de Amanda Green e músicas de Tom Kitt.